# À la Recherche
À la Recherche è un film del 2023 scritto e diretto da Giulio Base, ispirato all'omonimo di Marcel Proust.

## Trama
Ariane è un'affascinante donna dell’aristocrazia francese mentre Pietro è uno sceneggiatore italiano frustrato dai suoi film di serie B. Insieme cercheranno di colmare il vuoto che stanno vivendo cercando un modo per potersi riscattare.

## Distribuzione
Presentato in anteprima nel 2023 alla Festa del Cinema di Roma, il film è stato distribuito nelle sale cinematografiche italiane a partire dal 2 novembre 2023.

## Riconoscimenti
- 2024 - Nastro d'argento
  - Nastro d'argento speciale a Giulio Base